# Tulungrejo (Glenmore)
Tulungrejo is een bestuurslaag in het regentschap Banyuwangi van de provincie Oost-Java, Indonesië. Tulungrejo telt 16.449 inwoners (volkstelling 2010).